# Irene Papas
Irene Papas (în greacă Ειρήνη Παππά; n. 3 septembrie 1929, Chiliomodi, Tenea Municipal Unit⁠(d), Peloponez, Grecia de Vest și Insulele Ionice⁠(d), Grecia – d. 14 septembrie 2022, Commune of Kifissia⁠(d), Administrația descentralizată a Atticii⁠(d), Grecia) a fost o actriță greacă și cântăreață ocazională, care a jucat în peste șaptezeci de filme într-o carieră ce s-a întins pe o perioadă mai lungă de cincizeci de ani.

## Familie
Papas s-a născut sub numele de Irini Lelekou (Ειρήνη Λελέκου) în satul Chiliomodi din apropiere de orașul Corint, provincia Corintia, Grecia. Mama ei era profesoară, iar tatăl ei preda dramaturgia clasică. A făcut parte din consiliul de administrație al Fundației Anna-Marie.

## Carieră
Papas și-a început cariera de actriță în Grecia (a fost descoperită de regizorul Elia Kazan), dobândind acolo o celebritate pe scară largă, înainte de a juca în filme celebre pe plan internațional precum Tunurile din Navarone (1961) și Zorba Grecul (1964) și în filme aclamate de critici precum Z (1969). A fost o figură de frunte a ecranizărilor cinematografice ale tragediilor antice, deoarece a portretizat-o pe Elena în Troienele (1969), jucând alături de Katharine Hepburn, pe Clitemnestra în Iphigenia (1977), precum și personajele titulare din Antigona (1961) și Electra (1962). A interpretat rolul Penelopei în miniserialul Odiseea din 1968 regizat de Franco Rossi. A apărut, de asemenea, în rolul Catherinei de Aragon în filmul Anne of the Thousand Days – Ana celor omie de zile (1969), alături de Richard Burton și Geneviève Bujold.
În 1976, a jucat în filmul Mohammad, Messenger of God (cunoscut, de asemenea, sub numele de The Message) despre originea Islamului și mesajul profetului Mahomed. Una dintre ultimele ei apariții în film a fost în Mandolina căpitanului Corelli. 
În 1978, Papas a colaborat cu compozitorul Vangelis la realizarea albumului Odes ce conținea opt cântece populare grecești interpretate mixt vocal, respectiv în format electronic. Cei doi au colaborat din nou în 1986 la albumul Rapsodies, ce conținea șapte imnuri liturgice bizantine redate în format mixt vocal-electronic.
În 1982, a apărut în filmul Lion of the Desert, împreună cu Anthony Quinn, Oliver Reed, Rod Steiger și John Gielgud.

## Activitate politică
Papas a fost membră a Partidului Comunist din Grecia (KKE), dar și o prietenă apropiat a fostului prim-ministru Andreas Papandreou și a celei de-a treia și ultima lui soție Dimitra Liani. Atunci când Liani a fost atacată de către mass-media greacă pentru pretinsa influență asupra soțului ei bolnav în timpul ultimului mandat de premier al lui Papandreou (1993-1996), Papas a susținut-o public.

## Viață personală

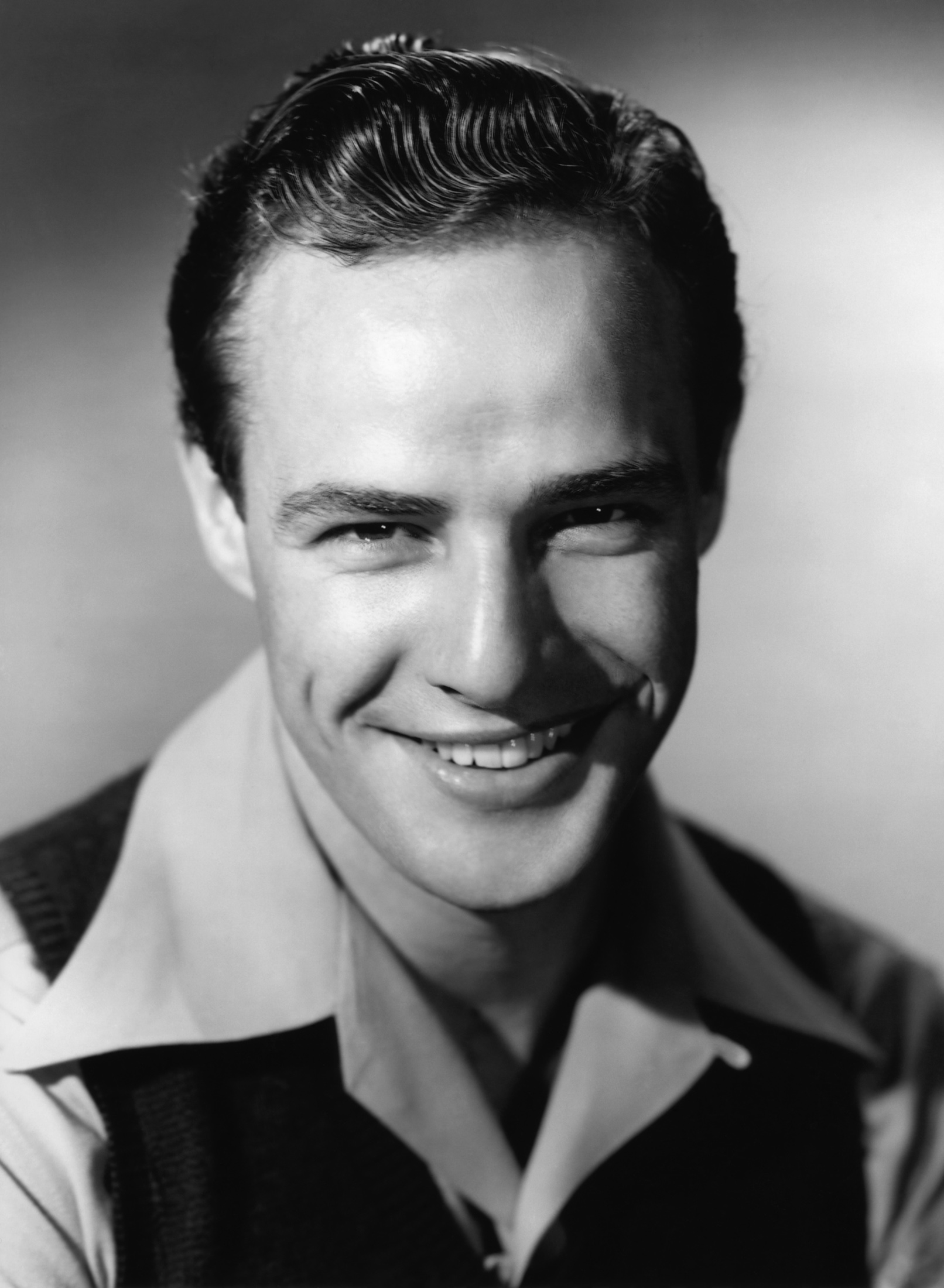
Papas l-a descris pe Marlon Brando, pe care l-a cunoscut în 1954, ca fiind „marea pasiune a vieții mele.” Cadru din filmul The Men – Bărbații, 1950

În 1947, Papas s-a căsătorit cu regizorul de film Alkis Papas, de care a divorțat în 1951.
În 1954, l-a cunoscut pe actorul american Marlon Brando, cu care a avut o lungă relație, care a fost ținută secretă, în acei ani. Cincizeci de ani mai târziu, după moartea lui Brando, actrița și-a adus aminte cu drag de relația lor,
| “ | Nu am iubit niciodată un bărbat așa cum l-am iubit pe Marlon. A fost marea pasiune a vieții mele, era absolut omul la care țineam cel mai mult și totodată cel pe care l-am apreciat cel mai mult, două lucruri care, în general, sunt greu de împăcat. | ” |

A doua ei căsătorie a fost cu producătorul de film José Kohn în 1957; acea căsătorie a fost ulterior anulată. Papas a fost mătușa regizorului de film Manousos Manousakis și a actorului Aias Manthopoulos.
În 2003, a făcut parte din consiliul de administrație al Fundației Anna-Marie, un fond care a oferit asistență oamenilor din zonele rurale ale Greciei.
În 2013, Papas a început să sufere de boala Alzheimer, petrecându-și ultimii ani în Chiliomodi. 
Actrița și cântăreața a decedat la 14 septembrie 2022, la vârsta de 93.

## Filmografie
- 1951 Dead City
- 1953 Torna!
- 1953 The Man from Cairo
- 1953 Infidelele (Le infedeli), Mario Monicelli, Steno
- 1954 Teodora (Teodora, imperatrice di Bisanzio), Riccardo Freda
- 1954 Attila
- 1956 Legea preriei (Tribute to a Bad Man), regia Robert Wise
- 1958 Climax! (TV)
- 1959 Bouboulina
- 1961 Tunurile din Navarone (The Guns of Navarone), regia J. Lee Thompson
- 1961 Antigone
- 1962 Electra, regia Michael Cacoyannis
- 1964 The Moon-Spinners
- 1964 Zorba Grecul (Alexis Zorbas), regia Michael Cacoyannis
- 1966 Ierburi amare (Zeugin aus der Hölle), regia Zika Mitrović
- 1966 Roger la Honte
- 1967 Fiecăruia ce i se cuvine (A ciascuno il suo), regia Elio Petri
- 1967 The Desperate Ones
- 1968 Odiseea (L'Odissea, TV miniseries)
- 1968 The Brotherhood
- 1968 Ecce Homo - I sopravvissuti⁠(it)[traduceți]
- 1969 Z, regia Costa-Gavras
- 1969 A Dream of Kings
- 1969 Anna celor o mie de zile (Anne of the Thousand Days), regia Charles Jarrott
- 1971 Oasis of Fear
- 1971 The Trojan Women
- 1971 Roma Bene
- 1972 1931: Once Upon a Time in New York
- 1972 Don't Torture a Duckling
- 1973 N.P. - Il segreto⁠(it)[traduceți]
- 1973 Sutjeska, regia Stipe Delić
- 1974 I'll Take Her Like a Father
- 1974 Moses the Lawgiver (TV miniserie)
- 1977 Mesagerul lui Allah (Mohammad, Messenger of God), regia Moustapha Akkad
- 1977 Nuntă însângerată (Noces de sang), regia Souheil Ben-Barka
- 1977 Iphigenia
- 1979 Eboli, regia Francesco Rosi
- 1979 Bloodline
- 1979 Ring of Darkness⁠(it)[traduceți]
- 1981 Lion of the Desert
- 1981 L'assistente sociale tutto pepe
- 1983 Eréndira
- 1983 Il disertore⁠(it)[traduceți]
- 1984 Melvin, Son of Alvin
- 1985 Into the Night
- 1985 The Assisi Underground
- 1987 Sweet Country
- 1987 Chronicle of a Death Foretold
- 1987 High Season
- 1987 A Child Called Jesus (film TV)
- 1989 Island
- 1990 Nirvana Street Murder
- 1994 Jacob (film TV)
- 1996 Party
- 1997 The Odyssey (TV miniseries)
- 1998 Anxiety
- 1998 Yerma, regia Pilar Távora
- 2001 Captain Corelli's Mandolin
- 2003 A Talking Picture

## Premii și onoruri internaționale
- 1961: Antigone (film)
- 1962: Festivalul Internațional de Film de la Salonic (premiul pentru cea mai bună actriță, pentru filmul Elektra)
- 1962: Uniunea Criticilor de Film Greci (premiul pentru cea mai bună actriță, pentru filmul Elektra)
- 1969: New York Film Critics Circle (nominalizată la premiul pentru  cea mai bună actriță în rol secundar, pentru filmul Z)
- 1971: National Board of Review (premiul pentru cea mai bună actriță, pentru filmul The Trojan Women)
- 1985: Premiul Fennecus (nominalizată la premiul pentru cea mai bună actriță într-un rol secundar, pentru filmul Into the Night)
- 1989: Australian Film Institute (nominalizată la premiul pentru cea mai bună actriță, pentru filmul Island)
- 1993: Festivalul Internațional de Film Hamptons  (premiul pentru o contribuție deosebită)
- 1993: Premiul Flaiano pentru Teatru (premiul pentru întreaga carieră)
- 2000: Institutul Național de Arte din Madrid (premiul pentru întreaga carieră)
- 2000: Festivalul Internațional al Filmului Feminin (premiul pentru întreaga carieră)
- 2001: Universitatea din Roma (doctorat onorific în arte și litere)
- 2002: Premiul Woman of Europe (premiul pentru întreaga carieră)